# Dietmar Lumpe
Dietmar Lumpe (* um 1950) ist ein deutscher Kommunalpolitiker (CDU) und war von 1990 bis 1991 Bürgermeister von Freital.

## Karriere
Der am 6. Mai 1990 nach der friedlichen Revolution gewählte Freitaler Stadtrat konstituierte sich am 6. Juni 1990 im „Club der Edelstahlwerker“. Er wählte Lumpe als ersten Bürgermeister nach der Nachwendezeit und als Nachfolger von Walter Daehn, der seit 1972 im Amt war. Lumpe hatte in seinen rund eineinhalb Jahren Amtszeit wichtige Entscheidungen für die Zukunft der Stadt im veränderten politischen und wirtschaftlichen System zu treffen. Unter ihm wurde ein Basisentwicklungskonzept in Auftrag gegeben, das unter anderem erste Konzepte für die später realisierte Umgehungsstraße beinhaltete.
1991 trat er aus gesundheitlichen Gründen zurück. Ihm folgte Wolfgang Böduel im Amt. Heute lebt Lumpe in Potschappel.